# Kirt
Kirt (izvirno angleško Cirth; sindarinska izgovorjava: [ˈkirθ], kar pomeni "rune") je napol umetna pisava, ki temelji na resničnih runskih abecedah in je ena od več pisav, ki jih je angleški pisatelj in jezikoslovec J.R.R. Tolkien izumil za umetne jezike (npr. kvenja, sindarščina in khuzdûl), ki jih je zasnoval in uporabil v svojih delih ( znan primer Tolkienove uporabe kirta je napis na Balinovi grobnici v Morii), včasih pa je z njimi zapisal tudi kakšno angleško besedilo (na primer na naslovnicah Hobita in Gospodarja prstanov).
V zgodovini Srednjega sveta so prvotni Certhas ustvarili Sindarji (ali sivi vilini) za svoj jezik, sindarinščino. Njegova razširitev in izpopolnitev je bila znana kot Angerthas Daeron, saj je bila pripisana Sinda Daeronu, čeprav so jo najverjetneje uredili Noldorji, da bi predstavili glasove drugih jezikov, kot sta Quenya in Telerin.
Čeprav ga je pozneje v veliki meri nadomestil tengwar, so škrati vseeno sprejeli kirt za zapisovanje svojega khuzdulskega jezika (Angerthas Moria) in jezikov ljudi (Angerthas Erebor). Kirt so v svoji najstarejši in najpreprostejši obliki prilagodile tudi različne rase, vključno z ljudmi in celo orki.
Ena sama runa je kerta (izvirno: certh [ˈkɛrθ]). Kirt (izvirno ang. Cirth [ˈkirθ]) je množina in če je zapisano z veliko začetnico, pomeni pisavo; rune same se označijo kot kirt (izvirno cirth [ˈkirθ]).

## Zgodovina
Tolkien je pisavo kirt osnoval na sistemu anglosaškega in skandinavskega runopisa, vendar so njihove zvočne vrednosti podobne le pri nekaterih samoglasnikih. Sistem dodeljevanja zvočnih vrednosti je v Kirtu veliko bolj sistematičen kot v zgodovinskih runah (npr. zveneče različice nezvenečega zvoka so izražene z dodatno črto). Podoben sistem je bil predlagan za nekaj zgodovinskih run, vendar je v vsakem primeru veliko bolj nejasen.
Delitev med starejšimi Kirtom Daerona in preureditvijo s strani škratov in ljudi je Tolkien razlagal kot vzporednico razvoju Fuþorca v Mlajšega Fuþarka Izvirni vilinski kirt "kot domnevni proizvod višje kulture" je osredotočen na logično ureditev in tesno povezavo med obliko in vrednostjo, medtem ko so prilagoditve, ki so jih izvedle smrtne rase, vnesle nepravilnosti. Podobno kot germanska plemena, ki pred spreobrnitvijo v krščanstvo niso imela pisane literature in so uporabljala le preproste rune, so se sindarski vilini iz Belerianda s svojim kirtom seznanili z bolj zapletenimi Fëanorjevim tengvarjem, ko so se noldorinski vilini vrnili v Srednji svet iz dežel božanskih Valarjev.
Tolkien sam je zelo redko uporabljal kirt; poleg zgoraj omenjenih virov je nekaj dodatnih informacij znano še iz njegovih pisem (The Letters of J. R. R. Tolkien).

## Zgodovina v Tolkienovi mitologiji -Certhas
Pisavo kirt je ustvaril potujoči pevec kralja Thingola Doriatskega Daeron in se je prvotno imenovala certhas daeron. Pozneje je bila razširjena v t. i. angerthas daeron. Kirt je bil nato večinoma zamenjan s Fëanorjevim tengvarjem. Pisavo pa je posvojila rasa škratov za zapis njihovega jezika khuzdûl (obliki angerthas moria in angerthas erebor), saj je bila, v primerjavi s tengvarjem, zaradi svojih ravnih in enostavnih linij enostavnejša za vrezovanje.
V Dodatku E v Kraljevi vrnitvi Tolkien piše, da so Sindarji iz Belerianda prvič razvili abecedo za svoj jezik nekje med tem, ko je Fëanor izumil tengvar (1250 leta Dreves), in tem, ko so ga izgnani Noldor na začetku Prvega veka uvedli v Srednjem svetu.
Ta abeceda je bila zasnovana tako, da je predstavljala le zvoke njihovega jezika - sindarinščine, njene črke pa so se večinoma uporabljale za zapisovanje imen ali kratkih spomenikov na les, kamen ali kovino, zato so imele oglate oblike in ravne črte. V sindarinščini so te črke poimenovali kirt (ed. kert) iz vilinskega korena *kir-, ki pomeni "cepiti, rezati". Abeceda kirta, sestavljena iz run, ki so bile naštete v ustreznem vrstnem redu, je bil splošno znan kot Certhas ([ˈkɛrθɑs], kar v sindarinščini pomeni "runske vrstice" in se prosto prevaja kot "runska abeceda").
Najstarejše kerte so bili naslednje:
| Soglasniki   | p | b | mh        | m       |    |
| Soglasniki   | t | d | n         |         |    |
| Soglasniki   | k | g | ng        |         |    |
| Soglasniki   | r | l | ~ h ali s | s ali h | ss |
|              |   |   |           |         |    |
| Samoglasniki | i | u | e         | o       |    |

Oblika teh črk je bila nekoliko nesistematična, za razliko od kasnejših prestavitev in razširitev, ki so jih naredile bolj oblikovne. Za ⟨h⟩ in ⟨s⟩ sta bili uporabljeni kirti in, vendar je prihajala pri tem do razlik. Številne rune so sestavljene iz ene same navpične črte (ali "stebla"), ki ima na eni ali obeh straneh pritrjeno "vejo". Če je bila veja narejena samo na eni strani, je bila navadno desna. Obratna usmerjenost ni bila tako redka, a ni spremenila glasovne vrednosti znaka. (Na primer različicealiposebej omenjene za h ali s, tudializa t itd.)

## Sistem pisave
|  | p /p/         |  | zh /ʒ/         |  | l /l/         |  | e /e/       |
|  | b /b/         |  | nj /ndž/-z /z/ |  | lh /ɬ/        |  | ē /eː/      |
|  | f /f/         |  | k /k/          |  | ng–nd /nd/    |  | a /a/       |
|  | v /v/         |  | g /ɡ/          |  | s /s/–h       |  | ā /aː/      |
|  | hw /ʍ/        |  | kh /x/         |  | s /s/ - ’ /ʔ/ |  | o /o/       |
|  | m /m/         |  | gh /ɣ/         |  | z–ŋ /ŋ/       |  | ō /oː/      |
|  | (mh), mb /mb/ |  | ŋ–n /n/        |  | ng /ŋɡ/*      |  | ö /œ/       |
|  | t /t/         |  | kw /kʷ/        |  | nd–nj /ndʒ/   |  | n /n/*      |
|  | d /d/         |  | gw /ɡʷ/        |  | i /i/, (y)    |  | h /h/–s /s/ |
|  | th /θ/        |  | khw /xʷ/       |  | y /j/*        |  | /ə/*        |
|  | dh /ð/        |  | ghw /ɣʷ/, w    |  | hy /j̊, ç/*    |  | /ʌ/*        |
|  | n–r /ʀ, ʁ, r/ |  | ngw /ŋɡʷ/      |  | u /u/         |  | ps /ps/*    |
|  | ch /tʃ, c/    |  | nw /nʷ/        |  | ū /uː/        |  | ts /ts/*    |
|  | j /dʒ/        |  | r–j /dʒ, ɟ/    |  | w /w/         |  | +h /◌ʰ/     |
|  | sh /ʃ/        |  | rh /r̥/–zh /ʒ/  |  | ü /y/         |  | &           |

Čeprav so znaki za nekatere glasove enaki ali podobni tistim v zgodovinskih runah, se večinoma ne ujemajo. Tolkienov sistem je v resnici veliko bolj sistematičen in dodelan. Medtem ko je v zgodovinskih runah okoli 30 znakov (oziroma glasov), jih je v kirtu 60, kar priča o veliko bolj sofisticiranem, toda tudi zahtevnejšem sistemu pisanja.

### Angerthas Daeron
V Beleriandu je bil Certhas pred koncem prvega veka preoblikovan in nadalje razvit, deloma pod vplivom tengvarja, ki so ga uvedli Noldorji. To reorganizacijo Kirta so navadno pripisovali škratu Daeronu, glasbeniku in učitelju izročila kralja Thingola iz Doriatha. Tako je novi sistem postal znan kot Angerthas Daeron (kjer je "angerthas" [ɑŋˈɡɛrθɑs] iz sindarinskega "an(d)" [ɑn(d)] + "certhas" [ˈkɛrθɑs], kar pomeni "dolge rune").
Pri tej ureditvi je dodeljevanje vrednosti posameznim certhom sistematično. Rune, sestavljene iz stebla in veje na desni strani, se uporabljajo za nezveneče zapornike, medtem ko so drugi zvoki razporejeni po naslednjih načelih:
- dodajanje črtice veji označuje zvenečnost (npr.[p] → [b]);
- premikanje veje v levo označuje priporniški glas (npr.[t] →[θ]);
- postavitev veje na obe strani stebla označuje zvenečnost in nosnik (npr.[k] →[ŋ]).

Tako sestavljen kerte je mogoče razvrstiti v serije, od katerih vsaka ustreza mestu izgovorjave:
- ustnični soglasniki temeljijo na;
- zobni soglasniki na;
- sprednji soglasniki na;
- mehkonebni soglasniki na;
- labializirani mehkonebni soglasnikov, ki temeljijo na.

Druge črke, uvedene v tem sistemu, vključujejo:inza ⟨a⟩ oziroma ⟨w⟩; rune za dolge samoglasnike, ki so očitno nastale s podvojitvijo in vezavo kerte ustreznega kratkega samoglasnika (npr.  ⟨oo⟩ →  ⟨ō⟩); dva prednja samoglasnika, ki sta verjetno nastala iz vezav ustreznega zadnjega samoglasnika z ⟨i⟩-kerto (tj.→  ⟨ü⟩ in→ ⟨ö⟩); nekaj homorganskih sklopov nosnik + zapornik (npr. [nd]).
Ker nova-serija in-serija zajemata zvoke, ki se ne pojavljajo v sindarinščini, so pa prisotni v kvenji, so jih najverjetneje uvedli izgnani Noldorji, ki so govorili kvenjo kot jezik znanja (podobno kot današnja raba latinščine).
S sposojenim prevodom je postal Kirt (izvirno Cirth) v Quenyi znan kot kertar (izvirno Certar [ˈkɛrtar]), medtem ko se je en sam certh imenoval kerta (izvirno certa [ˈkɛrta]).
Potem ko je tengvar postal edina pisava, ki se je uporabljala za pisanje, so Angerthas Daeron v bistvu uporabljali le še za vrezovanje. Vilini na Zahodu so Kirt večinoma povsem opustili, razen Noldorjev, ki so živeli v deželi Eregion, ki so ga ohranili v uporabi in ga poimenovali Angerthas Eregion.
Opomba: V tem članku so rune Angerthas zapisane z istim prečrkovanjem,  kot ga je Tolkien uporabil v Dodatku E in ki se razlikuje od (latiničnega) zapisa v Kvenji in Sindarinu. Naslednje prečrkovanje IPA velja za oba jezika, razen če je navedeno drugače.
| ustnični soglasniki                 | kerta        | kerta        |         |       |       |     |               |                    |
| ustnični soglasniki                 | prečrkovanje | prečrkovanje | p       | b     | f     | v   | m(1)          | mh, mb             |
| ustnični soglasniki                 | MFA          | MFA          | [p]     | [b]   | [f]   | [v] | [m]           | (S.) [ṽ] (Q.) [mb] |
|                                     |              |              |         |       |       |     |               |                    |
| zobni soglasniki                    | kerta        | kerta        |         |       |       |     |               | or                 |
| zobni soglasniki                    | prečrkovanje | prečrkovanje | t       | d     | th    | dh  | n             | nd(2)              |
| zobni soglasniki                    | MFA          | MFA          | [t]     | [d]   | [θ]   | [ð] | [n]           | [nd]               |
|                                     |              |              |         |       |       |     |               |                    |
| sprednji soglasniki                 | kerta        | kerta        |         |       |       |     |               |                    |
| sprednji soglasniki                 | prečrkovanje | prečrkovanje | ch(4)   | j(5)  | sh(6) | zh  | nj(7)         | nj(7)              |
| sprednji soglasniki                 | MFA          | (N.)         | [c⁽ȷ̊⁾]  | [ɟj]  | [ç]   | [ʝ] | ɟ[ɲj] ← [ɲɟj] | ɟ[ɲj] ← [ɲɟj]      |
| sprednji soglasniki                 | MFA          | (V.)         | [t͡ʃ]    | [d͡ʒ]  | [ʃ]   | [ʒ] |               | [nd͡ʒ]              |
|                                     |              |              |         |       |       |     |               |                    |
| mehkonebni soglasniki               | kerta        | kerta        |         |       |       |     |               |                    |
| mehkonebni soglasniki               | prečrkovanje | prečrkovanje | k       | g     | kh    | gh  | ŋ             | ng                 |
| mehkonebni soglasniki               | MFA          | MFA          | [k]     | [ɡ]   | [x]   | [ɣ] | [ŋ]           | [ŋɡ]               |
|                                     |              |              |         |       |       |     |               |                    |
| labializirani mehkonebni soglasniki | kerta        | kerta        |         |       |       |     |               |                    |
| labializirani mehkonebni soglasniki | prečrkovanje | prečrkovanje | kw      | gw    | khw   | ghw | nw(8)         | ngw                |
| labializirani mehkonebni soglasniki | MFA          | (Q.)         | [kʷ₍w̥₎] | [ɡʷw] | [ʍ]   | [w] | [nʷw]←[ŋʷw]   | [ŋɡʷw]             |

Dodatne kerte:
| soglasniki            | kerta        |          |      |        |      | or   |             |       |
| soglasniki            | prečrkovanje | r        | rh   | l      | lh   | s    | ss or z(9)  | h(10) |
| soglasniki            | MFA          | [r]      | [r̥]  | [l]    | [l̥]  | [s]  | [sː] or [z] | [h]   |
|                       |              |          |      |        |      |      |             |       |
| premena               | kerta        |          |      |        |      |      |             |       |
| premena               | prečrkovanje |          | w    | hw(11) |      |      |             |       |
| premena               | MFA          |          | [w]  | [ʍ]    |      |      |             |       |
|                       |              |          |      |        |      |      |             |       |
| samoglasniki          | kerta        |          |      |        |      |      |             |       |
| samoglasniki          | prečrkovanje | i, y     | u    | u      | e    | a    | o           |       |
| samoglasniki          | MFA          | [i], [j] | [u]  | [u]    | [e]  | [a]  | [o]         |       |
|                       |              |          |      |        |      |      |             |       |
| dolgi samoglasniki    | kerta        |          |      |        |      |      | or          |       |
| dolgi samoglasniki    | prečrkovanje |          | ū    | ū      | ē    | ā    | ō           |       |
| dolgi samoglasniki    | MFA          |          | [uː] | [uː]   | [eː] | [aː] | [oː]        |       |
|                       |              |          |      |        |      |      |             |       |
| sprednji samoglasniki | kerta        |          | or   | or     |      |      | or          |       |
| sprednji samoglasniki | prečrkovanje |          | ü    | ü      |      |      | ö           |       |
| sprednji samoglasniki | MFA          |          | [y]  | [y]    |      |      | [œ]         |       |

Izviren razpored kert:
|  | p /p/                         |  | zh; (N.): [ʝ], (V.): [ʒ]            |  | lh /l̥/                |  | e /e/   |
|  | b /b/                         |  | nj; (N.): [ɲj] ← [ɲɟj]; (V.): [nd͡ʒ] |  | l /l/                 |  | ē /eː/  |
|  | f /f/                         |  | k /k/                               |  | ng /ŋɡ/               |  | a /a/   |
|  | v /v/                         |  | g /ɡ/                               |  | s /s/                 |  | ā /aː/  |
|  | hw /ʍ/                        |  | kh /x/                              |  | s /s/                 |  | o /o/   |
|  | m /m/                         |  | gh /ɣ/                              |  | ss ali z /sː/ ali /z/ |  | ō /oː/  |
|  | mh, mb; v S.: /ṽ/, v Q.: /mb/ |  | ŋ [ŋ]                               |  | -                     |  | ö /œ/   |
|  | t /t/                         |  | (Q.): kw [kʷ₍w̥₎]                    |  | nd /nd/               |  | -       |
|  | d /d/                         |  | (Q.): gw [ɡʷw]                      |  | i, y /i/, /j/         |  | h /h/   |
|  | th /θ/                        |  | (Q.): khw [ʍ]                       |  | -                     |  | -       |
|  | dh /ð/                        |  | (Q.): ghw [w]                       |  | -                     |  | -       |
|  | n /n/                         |  | (Q.): ngw [ŋɡʷw]                    |  | u /u/                 |  | -       |
|  | ch v N.: [c⁽ȷ̊⁾], v V.: [t͡ʃ]   |  | (Q.): nw [nʷw]←[ŋʷw]                |  | ū /uː/                |  | -       |
|  | j; v N.: [ɟj], v V.: [d͡ʒ]     |  | r [r]                               |  | w /w/                 |  | +h /◌ʰ/ |
|  | sh; v N.: [ç], v V.: [ʃ]      |  | rh [r̥]                              |  | ü /y/                 |  | &       |

Opombe:
1. V skladu z zgoraj opisanimi načeli bi bil ustnični nosnik dodeljena kerta. Vendar pa je arhaični Sindarin imel dva ustnična nosnika: zveneči dvoustnični nosnik (okluziv) [m] in spirantni [ṽ] (zapisan kot ⟨mh⟩). Ker je zvok ⟨mh⟩ najbolje predstaviti z obrnjenim znakom za ⟨m⟩ (da bi nakazali njegovo spirantizacijo), je obrnjeni zvokdobil vrednost ⟨m⟩ in je bildodeljen ⟨mh⟩. Zvok [ṽ] se je v poznejši sindarinščini združil z [v].
2. kertani bila oblikovno jasno povezana z zobnimi soglasniki.
3. -serija, ki predstavlja sprednje soglasnike v kvenji, je v bistvu kirtska ustreznica tengvarskega tyelpetéma (stolpec III v Splošni rabi). V tem članku je vsaka kerta te serije opremljena z dvema prečrkovanjima IPA. Razlog za to je, da se ti soglasniki v Noldorski Kvenji izgovarjaajo kot trdonebni, v Vanjarski Kvenji pa kot zadlesnični. Čeprav je bil Angerthas Daeron zasnovan za noldorinsko različico, se zdi potrebno prikazati tudi vanjarsko izgovarjavo, saj je samo prečrkovanje, ki jo je uporabil Tolkien, bolj podobno vanjarskemu glasoslovju.
4. Kertase uporablja v Kvenji ⟨ty⟩, ki se v noldorščini izgovarja kot [c⁽ȷ̊⁾], v Vanjarščini pa je brezglasen zadlesničen zlitnik [t͡ʃ].
5. Kertase uporablja v Kvenji ⟨dy⟩, prej izgovorjeno [ɟj].
6. Kertase uporablja v Kvenji ⟨hy⟩, ki je brezglasni trdonebni pripornik [ç] v Noldorščini, in brezglasni zadlesnični pripornik [ʃ] v Vanjarščini.
7. Kertase uporablja v Kvenji ⟨ndy⟩, prej izgovorjeno [ɲɟj]. V noldorinščini se je ta sklop pozneje skrčil v ⟨ny⟩ (izgovorjen kot [ɲj]). Po drugi strani pa je v Vanjarščini sklop doživel asibilizacijo in se spremenil v [nd͡ʒ].
8. Kerta, podobno kot tengva"ñwalme", je prej predstavljal kvenjski ⟨ñw⟩ (izgovorjava [ŋʷw]), ki se pojavlja le v začetnem položaju. Ta zvok se je pozneje razvil v [nʷw], kar pojasnjuje prečrkovanje te kerte kot ⟨nw⟩. Nezačetne pojavitve [nʷw] se najverjetneje razlagajo kot ⟨n⟩+⟨w⟩ (tj. dva ločeni kerti).
9. Kerta, katerega teoretična vrednost je ⟨z⟩, se v Kvenji in Sindarinščini uporablja kot ⟨ss⟩ (primer tengva"esse"/"áze").
10. Nova kertaje bila uvedena za ⟨h⟩: po obliki je tako podoben kerti(ki se je prej uporabljal za ⟨h⟩, nato pa je bil ponovno dodeljen ⟨ty⟩) kot tengva"hyarmen".
11. Kerta, katere teoretična vrednost je ⟨m⟩, je bila iz zgoraj navedenih razlogov uporabljena za sindarinščino ⟨hw⟩ (prim. tengva"hwesta sindarinwa").

### Angerthas Moria
Po Tolkienovem Legendariumu so Škratje prvič spoznali Noldorske rune na začetku Drugega veka. Škratje so "uvedli številne nesistematične spremembe vrednosti in nekatere nove kerte" Prejšnji sistem so prilagodili posebnim potrebam svojega jezika Khazdûl. Škratje so svojo spremenjeno abecedo razširili v Môrijo, kjer je postala znana kot Angerthas Moria, in razvili tako tiste, namenjene vrezovanju, kot pisane oblike teh run.
Veliko kert tu predstavlja glasove, ki se ne pojavljajo v Khazdûlu (vsaj v objavljenih besedah Khazdûla: seveda, naši viri so zelo omejeni, da bi presodili, ali so ti glasovi potrebni ali ne). Tu so označeni s črno zvezdico (★).
| kerta | prečrkovanje | MFA       | kerta | prečrkovanje | MFA      | kerta | prečrkovanje | MFA     | kerta | prečrkovanje | MFA  |
| ----- | ------------ | --------- | ----- | ------------ | -------- | ----- | ------------ | ------- | ----- | ------------ | ---- |
|       | p            | /p/★      |       | -            | -        |       | l            | /l/     |       | e            | /e/  |
|       | b            | /b/       |       | z            | /z/      |       | lh           | /ɬ/★    |       | ê            | /eː/ |
|       | f            | /f/       |       | k            | /k/      |       | nd           | /nd/    |       | a            | /a/  |
|       | v            | /v/★      |       | g            | /ɡ/      |       | h[A]         | /h/     |       | â            | /aː/ |
|       | hw           | /ʍ/★      |       | kh           | /x/★     |       | ʻ[A]         | /ʔ/     |       | o            | /o/  |
|       | m            | /m/       |       | gh           | /ɣ/★     |       | ŋ            | /ŋ/★    | or    | ô            | /oː/ |
|       | mb           | /mb/      |       | n            | /n/      |       | ng           | /ŋɡ/    | or    | ö            | /œ/★ |
|       | t            | /t/       |       | kw           | /kʷ/★    | or    | nj           | /ndʒ/★  |       | n            | /n/  |
|       | d            | /d/       |       | gw           | /ɡʷ/★    |       | i            | /i/     |       | s            | /s/  |
|       | th           | /θ/★      |       | khw          | /xʷ/★    |       | y            | /j/     | or    | [B]          | /ə/  |
|       | dh           | /ð/★      |       | ghw          | /ɣʷ/★    |       | hy           | /j̊, ç/★ | or    | [B]          | /ʌ/  |
|       | r            | /ʀ, ʁ, r/ |       | ngw          | /ŋɡʷ/★   |       | u            | /u/     |       | -            | -    |
|       | ch           | /tʃ, c/★  |       | nw           | /nʷ/★    |       | û            | /uː/    |       | -            | -    |
|       | -            | -         |       | j            | /dʒ, ɟ/★ |       | w            | /w/★    |       | +h[C]        | /◌ʰ/ |
|       | sh           | /ʃ/       |       | zh           | /ʒ/★     | or    | ü            | /y/★    |       | &[D]         |      |

Opombe o Angerthasu Morii
- A. Khazdulski jezik ima dva glasilčna (glotalna) soglasnika: /h/ in /ʔ/, slednji je "glasilčni začetek besede z začetnim samoglasnikom". Tako so za predstavitev teh zvokov potrebovali obrnljivo kerto, ki so jo zamenjali, tako da so prvemu dali vrednost /s/, drugega pa uporabili za /h/ in njegov obrnjeni ustreznik za /ʔ/.
- B. Te kerte so bile polovična oblika , ki se je uporabljala za samoglasnike, kot so v besedi ⟨butter⟩ /ˈbʌtə/. Tako je v nenaglašenih zlogih predstavljal zvok /ə/, v naglašenih zlogih pa /ʌ/, nekako podoben zvok. Ko so bili šibki, so se zmanjšali na črtico brez glagola (,).
- C. Ta črka označuje aspiracijo v nezvenečih zapornikih, ki se v khazdulu pogosto pojavljajo kot kh in th.
- D. Ta kerta je pisna okrajšava, ki se uporablja za predstavitev veznika in je v bistvu enaka znaku za in (&), ki se uporablja v latinici.

V Angerthas Moria sta bili opuščeni kerti/dʒ/ in/ʒ/. Tako sta bili za /dʒ/ in /ʒ/ prevzeti različiciin, čeprav sta se v vilinskih jezikih uporabljali za /r/ in /r̥/. Kasneje je ta pisava uporabljala kertoza /ʀ/ (ali /ʁ/), ki je imel v vilinskih sistemih pripisan glas /n/. Zato je bil za glas /n/ prevzeta kerta(tista, ki je bila prej uporabljena za glas /ŋ/, se v Khazdulu ni uporabljala). Popolnoma nova je bila oblika kerte, ki se uporablja kot alternativna, poenostavljena in morda šibkejša oblika kerte. Zaradi videzne povezanosti teh dveh kert je kertadobila glas /z/, da bi se bolje povezal s , ki je imela v tej pisavi glas /s/.

### Angerthas Erebor
Na začetku tretjega veka so bili škratje pregnani iz Morije in nekateri so se preselili v Erebor. Ker so škratje iz Ereborja trgovali z ljudmi iz bližnjih mest - Dol in Jezerno mesto, so potrebovali pisavo za pisanje v zahodščini (jeziku Srednjega sveta, ki ga Tolkien v svojih delih običajno prevaja v angleščino). Angerthas Moria je bila ustrezno prilagojena: dodane so bile nekatere nove kerte, nekaterim pa je bila povrnjena njihova vilinska uporaba, tako da je nastal Angerthas Erebor.
Medtem ko se je pisava Angerthas Moria še vedno uporabljala za zapis khazdulščine, se je nova pisava uporabljala predvsem za jezike ljudi. To je tudi pisava, uporabljena na prvi in tretji strani Mazarbulove knjige.
| kerta | prečrkovanje | MFA  | kerta | prečrkovanje | MFA   | kerta | prečrkovanje | MFA        | kerta | prečrkovanje | MFA  |
| ----- | ------------ | ---- | ----- | ------------ | ----- | ----- | ------------ | ---------- | ----- | ------------ | ---- |
|       | p            | /p/  |       | zh           | /ʒ/   |       | l            | /l/        |       | e            | /e/  |
|       | b            | /b/  |       | ks           | /ks/  |       | -            | -          |       | -            | -    |
|       | f            | /f/  |       | k            | /k/   |       | nd           | /nd/       |       | a            | /a/  |
|       | v            | /v/  |       | g            | /ɡ/   |       | s            | /s/        |       |              |      |
|       | hw           | /ʍ/  |       | kh           | /x/   |       | s            | /s/        |       | o            | /o/  |
|       | m            | /m/  |       | gh           | /ɣ/   |       | ŋ            | /ŋ/        |       |              |      |
|       | mb           | /mb/ |       | n            | /n/   |       | ng           | /ŋɡ/       | or    | ö            | /œ/  |
|       | t            | /t/  |       | kw           | /kʷ/  |       | -            | -          |       | n            | /n/  |
|       | d            | /d/  |       | gw           | /ɡʷ/  |       | i            | /i/        |       | h            | /h/  |
|       | th           | /θ/  |       | khw          | /xʷ/  |       | y            | /j/        | or    |              | /ə/  |
|       | dh           | /ð/  |       | ghw          | /ɣʷ/  |       | hy           | /j̊/ or /ç/ | or    |              | /ʌ/  |
|       | r            | /r/  |       | ngw          | /ŋɡʷ/ |       | u            | /u/        |       | ps           | /ps/ |
|       | ch           | /tʃ/ |       | nw           | /nʷ/  |       | z            | /z/        |       | ts           | /ts/ |
|       | j            | /dʒ/ |       | g            | /ɡ/   |       | w            | /w/        |       | +h           | /◌ʰ/ |
|       | sh           | /ʃ/  |       | gh           | /ɣ/   | or    | ü            | /y/        |       | &            |      |

Angerthas Erebor ima tudi kombinirane diakritične znake:
- cirkumfleks , ki se uporablja za označevanje dolgih soglasnikov;
- s črto spodaj , ki označuje dolg samoglasnik;
- pika pod znakom za označevanje kerte, ki se uporablja kot številka. V Mazarbulovi knjigi so nekatere kerte uporabljene kot števke:za 1,za 2,za 3,za 4,za 5.

Angerthas Erebor je v Gospodarju prstanov dvakrat uporabljen za pisanje v angleščini:
- v zgornjem napisu na naslovni strani, kjer piše "The lord of the rings translated from the Red book... ([dh]ə-lord-ov-[dh]ə-riŋs-translatᵊd-from-[dh]ə-red-b[oo]k' ...)" (v spodnjem napisu sledi stavek v tengvarju: "... of Westmarch by John Ronald Reuel Tolkien. Tu je predstavljena zgodovina vojne za Prstan in Kraljeve vrnitve, kot jo vidijo hobiti.");
- v spodnjem napisu Balinove grobnice - prevod zgornjega napisa, zgornji napis je v khuzdulščini z uporabo Angerthas Moria.

V Mazarbulovi knjigi je prikazanih nekaj dodatnih kert, ki so se uporabljale v Angerthas Erebor: eda za dvojno ligaturo ⟨l⟩, eden za določni člen (ang. the) in šest za predstavitev enakega števila angleških dvoglasnikov:
| Certh | English spelling |
| ----- | ---------------- |
| ∗     | ⟨ll⟩             |
| ∗     | ⟨the⟩[A]         |
| ∗     | ⟨ai⟩, ⟨ay⟩       |
| ∗     | ⟨au⟩, ⟨aw⟩       |
| ∗     | ⟨ea⟩             |
|       | ⟨ee⟩             |
|       | ⟨eu⟩, ⟨ew⟩       |
| ∗     | ⟨oa⟩             |
|       | ⟨oo⟩             |
|       | ⟨ou⟩, ⟨ow⟩       |

Opombe o Angerthasu Ereboru
A. Ta kerta je pisna okrajšava, ki se uporablja za označevanje določnega člena. Čeprav v angleščini pomeni ⟨the⟩, lahko glede na uporabljeni jezik zavzame različne vrednosti.
∗. Z zvezdico označene kerte so edinstvene za Angerthas Erebor.

## Primeri kirta

### Balinova grobnica
Na Balinovo grobnico v pokrajini Moria je naletela Bratovščina prstana v  Gospodarju prstanov. Napis na grobnici je razdeljen na dva dela:
- Zgornji napis na grobnici je v jeziku khuzdûl - jeziku škratov, saj je bil Balin škrat. Napis se glasi: Balin Fundinul uzbad Khazaddûmu, kar pomeni: Balin, Fundinov sin, vladar Morie. Uporabljen način kirta je Angerthas moria (z leve proti desni).

- Spodnji napis je v zahodščini (angleščini), napisan pa je načinu Angerthas erebor (z leve proti desni). Pomeni isto kot zgornji napis, torej: Balin, Fundinov sin, vladar Morie ("Balin sʌn ov Fu[nd]in lord ov Moria").

## Druge Tolkienove runske pisave
Kirt ni edini runski pisni sistem, ki ga je Tolkien uporabil v svojem Legendariumu. Dejansko je zasnoval veliko število runskih abeced, od katerih jih je bilo objavljenih le nekaj. Nekatere od njih so vključene v "Dodatek o runah" v knjigi The Treason of Isengard (The History of Middle-earth, vol. VII), ki jo je uredil Christopher Tolkien.

### Rune izHobita
Po Tolkienovih besedah so tiste, ki jih najdemo v Hobitu, oblika "angleških run", ki so bile uporabljene namesto pravih škratjih run. Razlagamo jih lahko kot Tolkienov poskus prilagoditve fuþorca (tj. staroangleške runske abecede) sodobnemu angleškemu jeziku.
Te rune so v bistvu enake tistim, ki jih najdemo v Fuþorcu, vendar se njihov zvok lahko spreminja glede na njihov položaj, tako kot črke latinice: način pisanja, ki ga uporablja Tolkien, je v tem primeru predvsem pravopisni. To pomeni, da ima sistem za vsako latinično črko eno runo, ne glede na izgovorjavo. Na primer, runa⟨c⟩ lahko zveni /k/ v ⟨cover⟩, /s/ v ⟨sincere⟩, /ʃ/ v ⟨special⟩ in celo /tʃ/ v dvočrkju⟨ch⟩.
Nekaj glasov je namesto tega zapisanih z isto runo, ne da bi upoštevali slovenski pravopis. Na primer, zvok /ɔː/ se vedno zapiše z runo, ne glede na to, ali se v angleščini piše ⟨o⟩ kot ⟨north⟩, ⟨a⟩ kot ⟨fall⟩ ali ⟨oo⟩ kot ⟨door⟩. Edini dve črki, za kateri velja ta fonemski zapis, sta ⟨a⟩ in ⟨o⟩.
Poleg tega obstajajo tudi nekatere rune, ki označujejo določene angleško dvočrkje in dvoglasnike.
Tu so prikazane rune, uporabljene v Hobitu, skupaj z njihovimi fuþorskimi ustreznicami in ustreznimi angleškimi fonetičnimi simboli:
| Rune | Fuþorc | fonetični simbol |  | Rune | Fuþorc   | fonetični simbol |
|      | ᚪ      | glasovno[1]      |  | ᚱ    | ⟨r⟩      |                  |
|      | ᚫ      | glasovno[1]      |  | ᛋ    | ⟨s⟩      |                  |
|      | ᛒ      | ⟨b⟩              |  | ᛏ    | ⟨t⟩      |                  |
|      | ᚳ      | ⟨c⟩              |  | ᚢ    | ⟨u⟩, ⟨v⟩ |                  |
|      | ᛞ      | ⟨d⟩              |  | ᚹ    | ⟨w⟩      |                  |
|      | ᛖ      | ⟨e⟩              |  | ᛉ    | ⟨x⟩      |                  |
|      | ᚠ      | ⟨f⟩, ⟨ph⟩        |  | ᚣ    | ⟨y⟩      |                  |
|      | ᚷ      | ⟨g⟩              |  | ᛣ    | ⟨z⟩[3]   |                  |
|      | ᚻ      | ⟨h⟩              |  | ᚦ    | ⟨th⟩     |                  |
|      | ᛁ      | ⟨i⟩, ⟨j⟩         |  | ᛠ    | ⟨ea⟩     |                  |
|      | [2]    | ⟨k⟩              |  | ᛥ    | ⟨st⟩     |                  |
|      | ᛚ      | ⟨l⟩              |  | ᛟ    | ⟨ee⟩     |                  |
|      | ᛗ      | ⟨m⟩              |  | ᛝ    | ⟨ng⟩     |                  |
|      | ᚾ      | ⟨n⟩              |  | ᛇ    | ⟨eo⟩     |                  |
|      | ᚩ      | glasovno[1]      |  | [2]  | ⟨oo⟩     |                  |
|      | ᛈ      | ⟨p⟩              |  | [2]  |          |                  |

Opombe:
- 1. Ta tabela povzema prečrkovanje angleških ⟨a⟩ in ⟨o⟩ v runah:

| angleško znamenje | glasovna vrednost (MFA) | runa |
| ----------------- | ----------------------- | ---- |
| ⟨a⟩               | /æ/                     |      |
| ⟨a⟩               | vsak drug glas          |      |
| ⟨a⟩               | /ɔː/                    |      |
| ⟨o⟩               | vsak drug glas          |      |
| ⟨oo⟩              | /ɔː/                    |      |
| ⟨oo⟩              | vsak drug glas          |      |

- 2. Rune,, insi je izmislil Tolkien in niso dokazane v resničnem primeru Fuþorca.
- 3. Po Tolkienovih besedah je to "škratja runa", ki se "lahko po potrebi uporabi" kot dodatek k angleškim runam.
- 4. Tolkien angleško dvočrčje ⟨wh⟩ (v nekaterih različicah angleščine se izgovarja [ʍ]) pogosto zapiše kot⟨hw⟩.
- 5. Za prečrkovanje ⟨q⟩ ni rune: dvočrčje ⟨qu⟩ (ki predstavlja glas [kʷw], kot v ⟨queen⟩) se vedno zapiše kot⟨cw⟩, kar odraža anglosaški zapis ⟨cƿ⟩.

### Gondolinske rune
Vse rune, omenjene v Hobitu, niso škratje rune. Na mečih, ki so jih našli v jami trolov/ajdov, so bile rune, ki jih Gandalf ni mogel prebrati. Na mečih Glamdring in Orcrist (ki sta bila skovana v starodavnem kraljestvu Gondolin) so bile namreč črke, znane kot gondolinske rune. Zdi se, da so v tretjem veku postali zastareli in pozabljeni, kar potrjuje tudi dejstvo, da je napise na mečih še vedno lahko prebral le Elrond.
Tolkien je to runično abecedo zasnoval v zelo zgodnji stopnji oblikovanja Srednjega sveta. Kljub temu jih poznamo iz manjšega lista papirja, ki ga je napisal J. R. R. Tolkien in katerega fotokopijo je Christopher Tolkien februarja 1992 poslal Paulu Nolanu Hydu. Hyde jo je nato skupaj z obsežno analizo objavil v poletni številki revije Mythlore, št. 69 leta 1992.
Sistem podpira glasove, ki jih ne najdemo v nobenem od znanih vilinskih jezikov prvega veka, a je bil morda zasnovan za različne jezike. Vendar se zdi, da so soglasniki bolj ali manj enaki kot v valižanskem glasoslovju kar potrjuje tudi dejstvo, da je Tolkien pri ustvarjanju jezika vilinov močno vplival na valižanščino.
Soglasniki:
|            | ustnični | ustnični | ustnični | zobni | zobni | zobni | zobni | zobni | zobni | zobni | zobni   | zobni | trdonebni | trdonebni | trdonebni | dorsalni | dorsalni | dorsalni | glasilčni/glotalni | glasilčni/glotalni | glasilčni/glotalni |
| runa       | runa     | MFA      | runa     | runa  | MFA   | runa  | runa  | MFA   | runa  | runa  | MFA     | runa  | runa      | MFA       | runa      | runa     | MFA      | runa     | runa               | MFA                |                    |
| ---------- | -------- | -------- | -------- | ----- | ----- | ----- | ----- | ----- | ----- | ----- | ------- | ----- | --------- | --------- | --------- | -------- | -------- | -------- | ------------------ | ------------------ | ------------------ |
| zapornik   |          | p        | /p/      |       |       |       |       | t     | /t/   |       |         |       |           |           |           |          | k (c)    | /k/      |                    |                    |                    |
| zapornik   |          | b        | /b/      |       |       |       |       | d     | /d/   |       |         |       |           |           |           |          | g        | /ɡ/      |                    |                    |                    |
| pripornik  |          | f        | /f/      |       | þ     | /θ/   |       | s     | /s/   |       | š       | /ʃ/   |           |           |           |          | χ        | /x/      |                    | h                  | /h/                |
| pripornik  |          | v        | /v/      |       | ð     | /ð/   |       | z     | /z/   |       | ž       | /ʒ/   |           |           |           |          |          |          |                    |                    |                    |
| zlitnik    |          |          |          |       |       |       |       |       |       |       | tš (ch) | /t͡ʃ/  |           |           |           |          |          |          |                    |                    |                    |
| zlitnik    |          |          |          |       |       |       |       |       |       |       | dž (j)  | /d͡ʒ/  |           |           |           |          |          |          |                    |                    |                    |
| nosnik     |          | m        | /m/      |       |       |       |       | n     | /n/   |       |         |       |           |           |           |          | ŋ        | /ŋ/      |                    |                    |                    |
| nosnik     |          | (mh)     | /m̥/      |       |       |       |       | χ̃     | /n̥/?  |       |         |       |           |           |           |          | (ŋh)     | /ŋ̊/      |                    |                    |                    |
| vibrant    |          |          |          |       |       |       |       | r     | /r/   |       |         |       |           |           |           |          |          |          |                    |                    |                    |
| vibrant    |          |          |          |       |       |       |       | rh    | /r̥/   |       |         |       |           |           |           |          |          |          |                    |                    |                    |
| obstranski |          |          |          |       |       |       |       | l     | /l/   |       |         |       |           |           |           |          |          |          |                    |                    |                    |
| obstranski |          |          |          |       |       |       |       | lh    | /ɬ/   |       |         |       |           |           |           |          |          |          |                    |                    |                    |
| drsnik     |          |          |          |       |       |       |       |       |       |       |         |       |           | j (i̯)     | /j/       |          | w (u̯)    | /w/      |                    |                    |                    |
| drsnik     |          |          |          |       |       |       |       |       |       |       |         |       |           |           |           |          | ƕ        | /ʍ/      |                    |                    |                    |

Samostalniki:
| runa | runa | MFA  | runa | runa | MFA  | runa | runa | MFA  | runa | runa | MFA  | runa | runa | MFA  |
| ---- | ---- | ---- | ---- | ---- | ---- | ---- | ---- | ---- | ---- | ---- | ---- | ---- | ---- | ---- |
|      | a    | /a/  |      | e    | /ɛ/  |      | i    | /i/  |      | o    | /ɔ/  |      | u    | /u/  |
|      | ā    | /aː/ |      | ē    | /eː/ |      | ī    | /iː/ |      | ō    | /oː/ |      | ū    | /uː/ |
|      | æ    | /æ/  |      |      |      |      |      |      |      | œ    | /œ/  |      | y    | /y/  |
|      | ǣ    | /æː/ |      |      |      |      |      |      |      | œ̄    | /œː/ |      | ȳ    | /yː/ |

## Kodirne sheme

### Unicode
Enakovredne simbole za nekatere (vendar ne za vse) kerte je mogoče najti v runskem bloku Unicode.
Tolkienov način pisanja sodobne angleščine v anglosaških runah je bil izrecno priznan z uvedbo njegovih treh dodatnih run v runski blok z izdajo Unicode 7.0 junija 2014. Trije znaki predstavljajo angleške grafeme ⟨k⟩, ⟨oo⟩ in ⟨sh⟩, kot sledi:
U+16F1 ᛱ RUNSKA ČRKA K
U+16F2 ᛲ RUNSKA ČRKA SH
U+16F3 ᛳ RUNSKA ČRKA OO
Uradni predlog Unicode za kodiranje Kirta kot samostojne pisave je septembra 1997 podal Michael Everson. Tehnični odbor Unicode (UTC) ni sprejel nobenega ukrepa, vendar se je Kirt pojavil v časovnem načrtu za SMP.

### RegisterUnicodev jezikuConScript
| Cirth (na območju zasebne rabe) |
| --- |
| - Razpon: U+E080..U+E0FF (128 kodnih točk) - Načrt: BMP - Pisave: Umetne pisave - Glavne abecede: Cirth - Dodeljenih: 109 kodnih točk - Neuporabljenih: 19 rezerviranih kodnih točk - Standardi virov: CSUR - Opomba: del območja zasebne rabe; možna navzkrižna pisava |

Razporeditev območij zasebne uporabe Unicode za Cirth je opredeljena v registru Unicode ConScript (CSUR) in registru Unicode Under-ConScript (UCSUR).
CSUR/UCSUR določa dve različni postavitvi:
- 1997-11-03 predlog, ki ga izvajajo pisave, kot sta GNU Unifont in Code2000.
- 2000-04-22 dokument za razpravo, ki ga izvajajo pisave, kot sta Constructium in Fairfax.

Brez ustrezne podpore za prikazovanje lahko spodaj namesto okenca Cirth vidite vprašaje, polja ali druge simbole.